# Buste van Johan Maurits

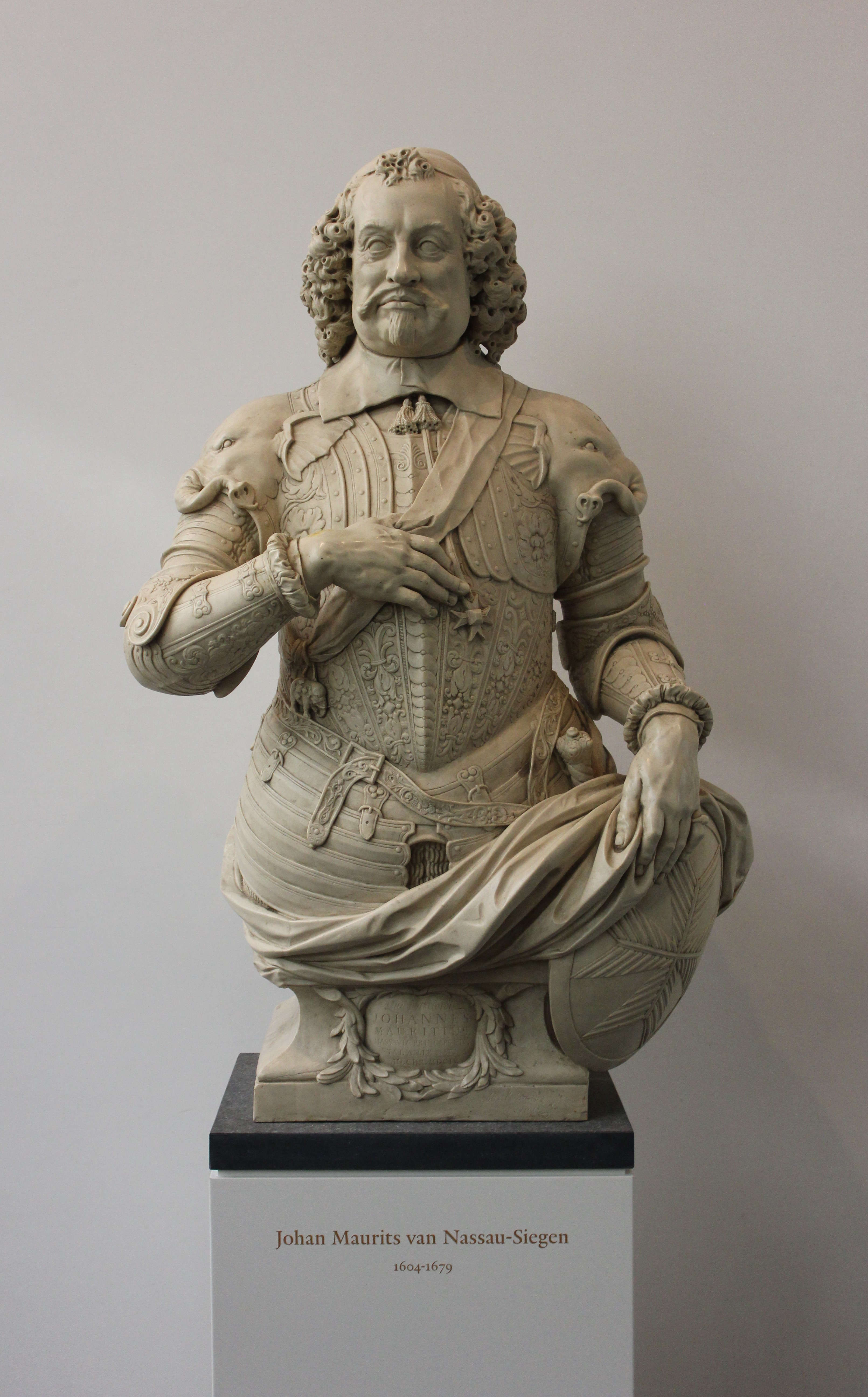
Replica van de buste van Johan Maurits in het Mauritshuis in 2015

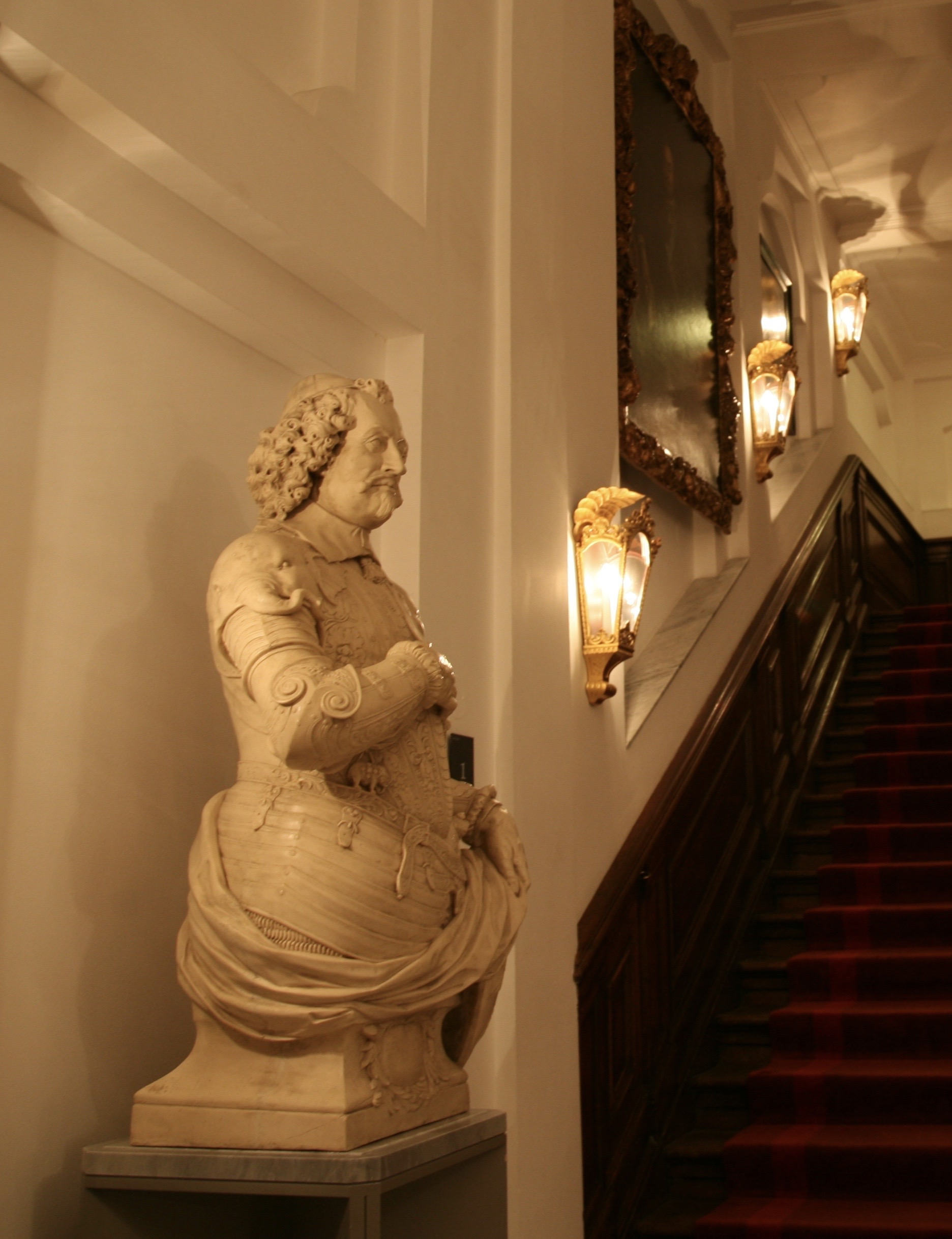
De buste in het Mauritshuis opgesteld in 2007

De buste van Johan Maurits is een marmeren borstbeeld van Johan Maurits van Nassau-Siegen uit 1664, gemaakt door de Vlaamse beeldhouwer Bartholomeus Eggers.

## Beschrijving
Het beeldhouwwerk is gemaakt in opdracht van Johan Maurits voor de toenmalige overtuin van het Mauritshuis in Den Haag en bevond zich aan het einde van de zichtas van deze tuin. Eggers had gedurende zijn tijd in Den Haag een atelier in het Mauritshuis waar hij ook het praalgraf van Jacob van Wassenaer Obdam voor de Grote Kerk maakte.
Het beeld toont Johan Maurits in legerkostuum met zichtbaar de onderscheidingen van de Olifantsorde en het Johannieterkruis. De schouders van het harnas worden geflankeerd met krijgsolifanten. Hij draagt een platte kraag met akertjes en een sjerp. Zijn rechterhand houdt hij op de borst als teken van eer, zijn linkerhand rust op een schild.
Het beeld werd door Johan Maurits goed ontvangen en in 1669 overgebracht naar Siegen om in april 1670 in zijn toekomstige grafkelder van Nassau-Siegen te worden geplaatst, waar het een plek kreeg in een speciale nis achter de graftombe. In de Tweede Wereldoorlog bleef de buste ongeschonden, ondanks zware bombardementen en gevechten in Siegen, waarbij meer dan 90% van de gebouwen verwoest of beschadigd werd.
Het was van 1979 tot 1980 tijdelijk te zien op de tentoonstelling Zo wijd de wereld strekt in het Mauritshuis ter gelegenheid van de 300e sterfdag van Maurits. Het sierde ook de omslag van de bijbehorende tentoonstellingscatalogus. Naast een beeldje van Jan van Logteren is de buste het enige bekende beeldhouwwerk van Johan Maurits.

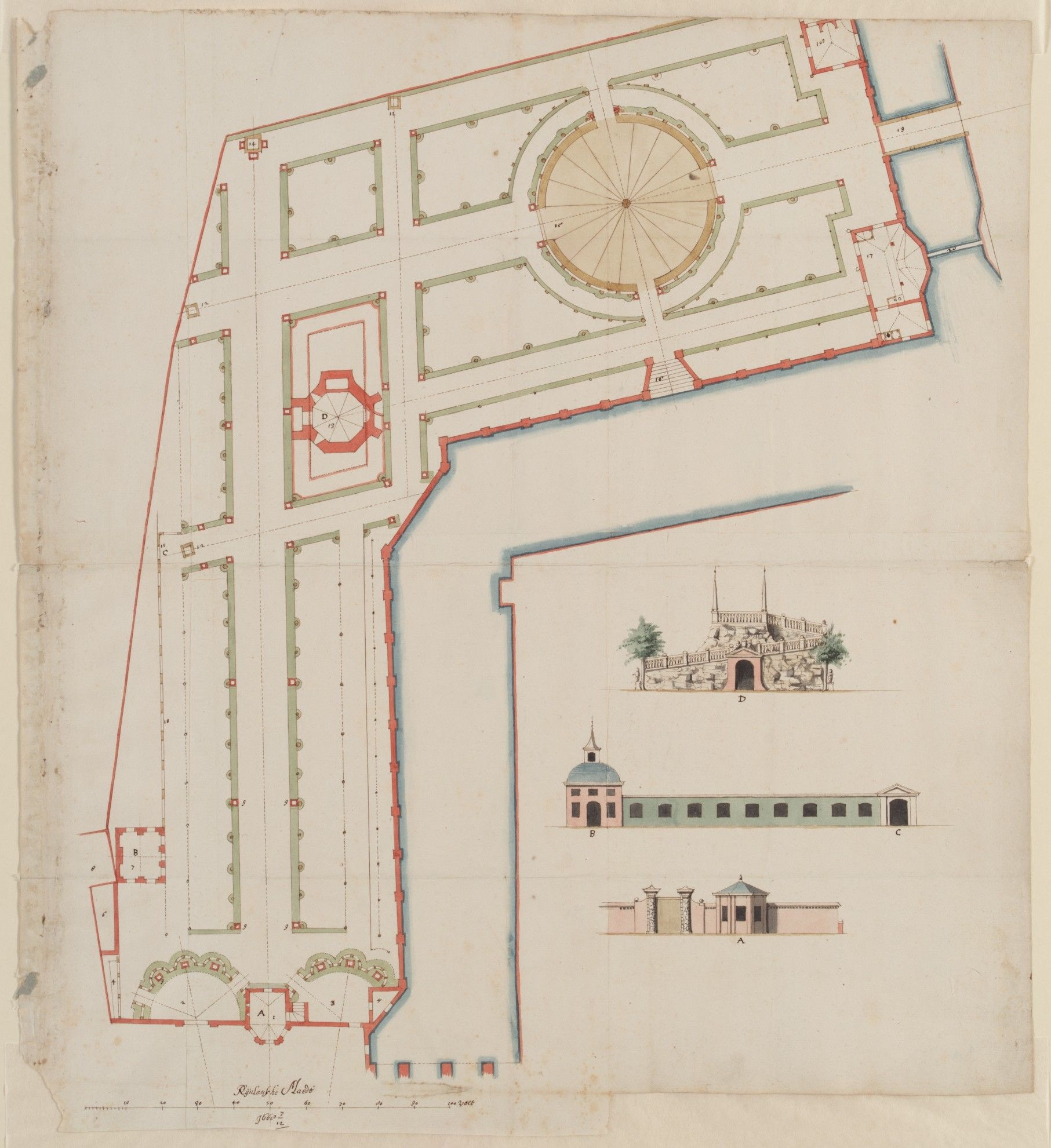
Plattegrond van de overtuin, buste stond op nr 14 (linksboven)
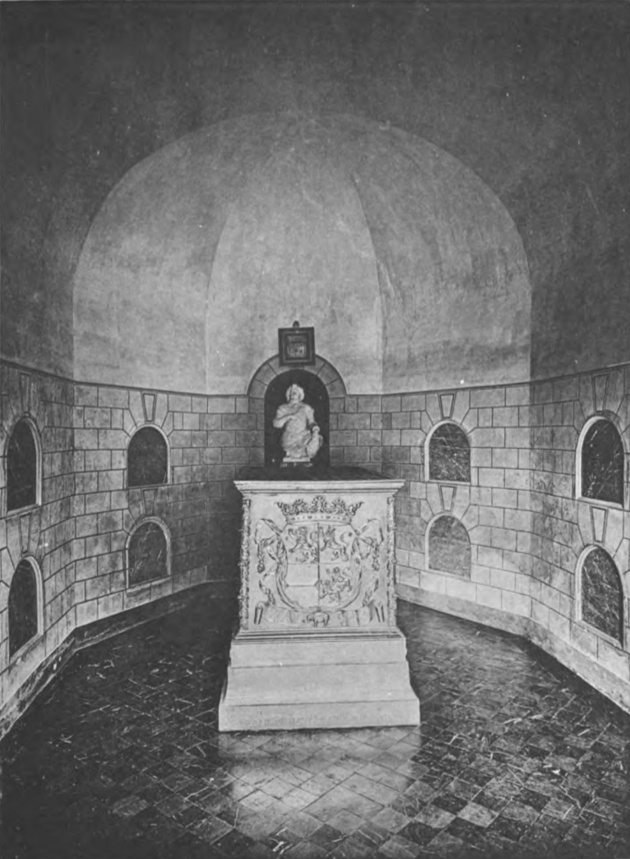
Originele buste in de grafkelder in Siegen in 1897
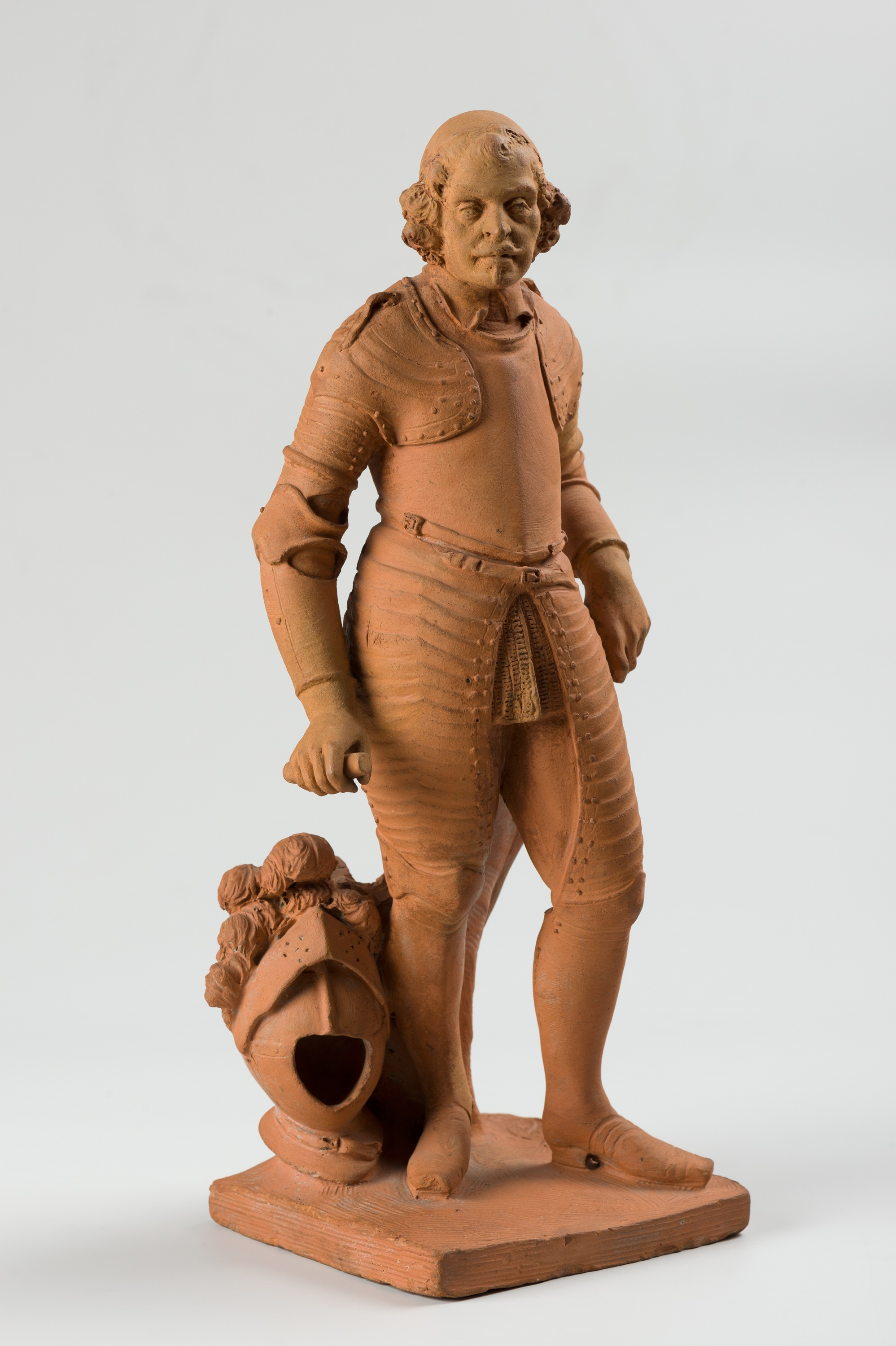
Jan van Logteren: Johan Maurits, ten voeten uit, 1727

## Replica Mauritshuis

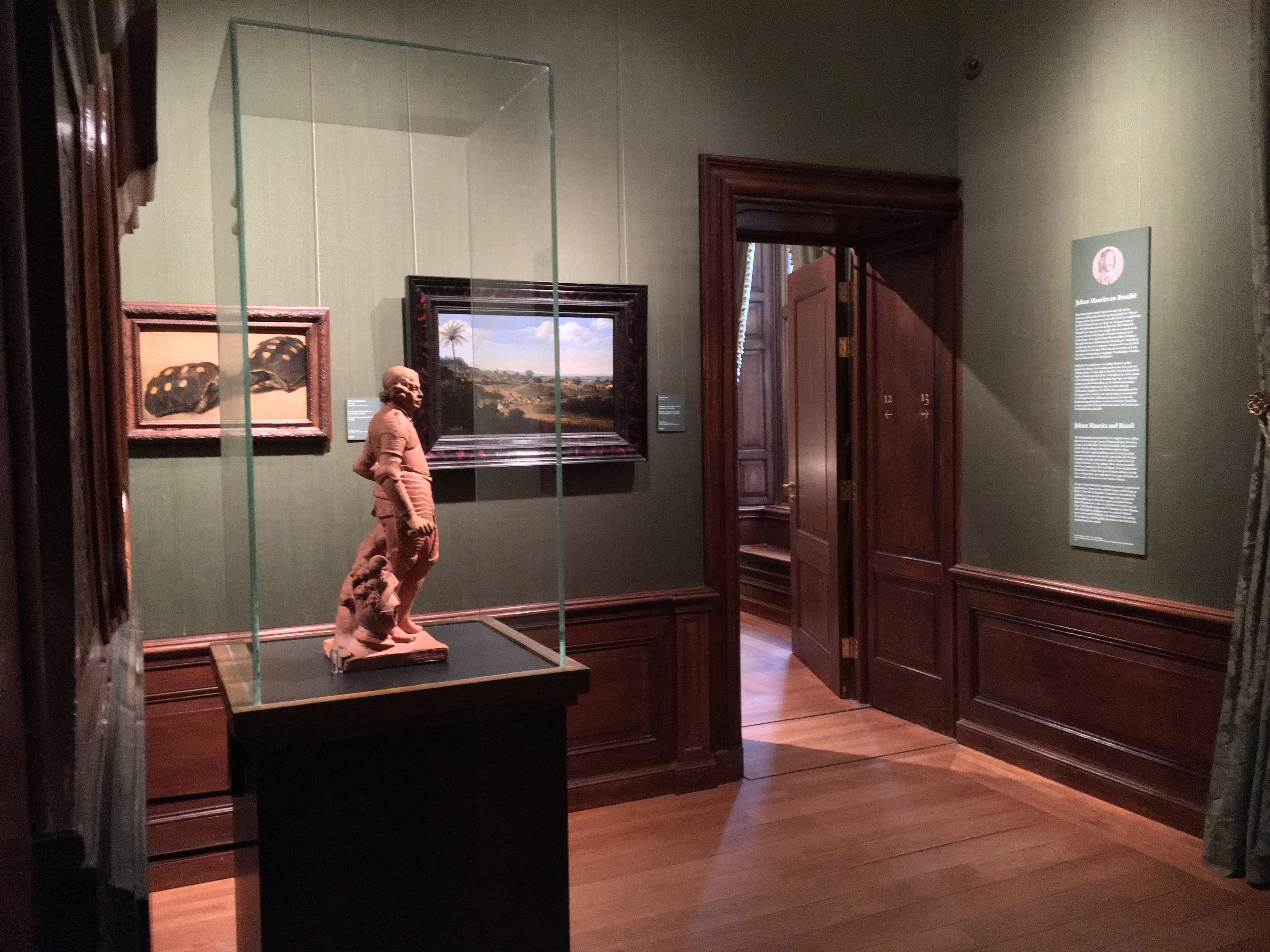
Het beeldje van Van Logteren met tekst en uitleg over Maurits in het Troostkabinet (zaal 13)

In de jaren tachtig liet de directeur van het Mauritshuis Hans Hoetink een afgietsel vervaardigen van een composiet van marmersteengruis en polyesterhars voor de heropening van het Mauritshuis op 4 juni 1987. De replica was een schenking van baron Hans Heinrich Thyssen-Bornemisza (1921-2002), ere-voorzitter van de vriendenvereniging van het Mauritshuis.
Het beeld werd destijds geplaatst in een nis in het souterrain bij de bezoekersingang met in de vloer de inscriptie 'JOHANNES MAVRITIVS NASSOVIAE COMES BRASILIAE PRAEFECTVS MILES DUX PRINCEPS ARCHITECTVS FAVTOR ARTIVM' ('Johan Maurits, graaf van Nassau, gouverneur van Brazilië, voornaam legeraanvoerder, architect, kunstbeschermer'). Vanwege een balie voor de audiotour is het beeld later verplaatst naar het museumgedeelte waar het een plaats kreeg bij de centrale trap.
In 2012 was de buste onderdeel van de reizende tentoonstelling Masterpieces from the Royal Picture Gallery Mauritshuis in het Tokyo Metropolitan Art Museum en het Kobe City Museum in Japan. De tentoonstelling in Tokio, met als hoogtepunt het Meisje met de parel en ondersteund door de Nederlandse ambassade, trok per dag meer dan 10.000 bezoekers en was daarmee wereldwijd de best bezochte tentoonstelling van dat jaar. Bij de heropening in 2014 was de buste onderdeel van de openingstentoonstelling Mauritshuis - Het gebouw over de geschiedenis van het Mauritshuis in de nieuw geopende vleugel. Na deze tentoonstelling werd het beeld geplaatst in de foyer en voorzien van een informatiebord waarbij als scheppingsdatum van de replica niet langer 1986, maar 1664 vermeld stond.

### Verwijdering
In september 2017 werd de buste uit de foyer van het Mauritshuis verwijderd zonder er ruchtbaarheid aan te geven. Hiernaar werd op 6 januari 2018 voor het eerst in de media verwezen in een interview in dagblad de Volkskrant met Imara Limon, conservator bij het Amsterdam Museum, die er haar instemming mee betuigde. Op 12 januari 2018 noemde Karwan Fatah-Black, die een boek over de slavernij in Suriname gepubliceerd heeft en docent aan de Universiteit Leiden is, de verwijdering in een opiniestuk in NRC Handelsblad, als enige voorbeeld van een beeld dat in een vermeende Nederlandse "beeldenstorm" gedurende 2017 echt verwijderd werd.
De NRC wijdde er naar aanleiding hiervan een nieuwsbericht aan. Een journalist mailde daartoe het Mauritshuis en kreeg een e-mail terug waarin het museum het volgende aangaf als reden voor de directie van het Mauritshuis om de buste naar het depot over te plaatsen: "Aanleiding om over verplaatsing van het borstbeeld na te denken is de groeiende maatschappelijke discussie over hoe we in Nederland (en in musea) omgaan met het slavernijverleden. Het besluit om de buste weg te halen, is in de zomer van 2017 genomen en maakt onderdeel uit van een groter bewustwordingsproces van het Mauritshuis ten opzichte van het slavernijverleden van Johan Maurits en de informatieverstrekking van het museum hierover." In 2014 was er kritiek geuit dat het museum geen enkele referentie gaf over de betrokkenheid van Johan Maurits bij de slavenhandel in Nederlands-Brazilië. Zo was hij aanwezig geweest bij de verovering van Elmina om een handelsroute voor slaven te bewerkstelligen tussen Afrika en Nederlands-Brazilië. De slaven werden in Zuid-Amerika ingezet bij het zware werk in de suikerrietteelt. Het museum gaf aan dat ze zich die kritiek hadden aangetrokken. "We willen hier open mee omgaan en bekijken kritisch onze informatieverstrekking en terminologie".
Nadat Tweede Kamerleden Antoinette Laan van de VVD en Martin Bosma van de PVV afkeurend over de verwijdering twitterden, gaf het Mauritshuis aan dat het een replica is en daardoor geen kunstwerk, maar een rekwisiet. Ook minister-president Mark Rutte en CDA-leider Sybrand van Haersma Buma sloten zich aan bij de tegenstanders van verwijdering. Rutte, volgens eigen zeggen sprekend in zijn hoedanigheid van historicus, niet als minister-president, noemde het op de radio "een gekke stap" dat het beeld was weggehaald en waarschuwde voor een nieuwe beeldenstorm. "Als je het beeld van de oprichter weghaalt, verander dan ook de naam [van het museum]", zo vond hij. Alle landelijke dagbladen schonken aandacht aan de verwijdering; NRC Handelsblad plaatste over het onderwerp zelfs een hoofdredactioneel commentaar, waarin gesteld werd dat Rutte er in deze kwestie beter het zwijgen toe had kunnen doen.
Directeur Emilie Gordenker werd voor een vraaggesprek op de nationale televisie uitgenodigd en stelde op 21 januari in Buitenhof dat de replica overbodig was geworden door de inrichting van een zaal waarin het verhaal van Johan Maurits verteld wordt, met drie schilderijen, vergezeld van het beeldje van Van Logteren. Rutte twitterde nog dezelfde dag: "Mijn argument was en is de verder weg liggende geschiedenis niet te beoordelen met de bril van nu, maar begrijp in Buitenhof van mijn buurvrouw dat mijn voorbeeld van het Mauritshuis niet goed gekozen was."
Het beeldje van Van Logteren is een 35 cm hoog beeld van terracotta, in 1727 gemaakt; mogelijk als voorontwerp voor een beeldhouwwerk. Het werd in 2000 geschonken door kunsthandelaar Robert Noortman en wordt sindsdien permanent tentoongesteld.

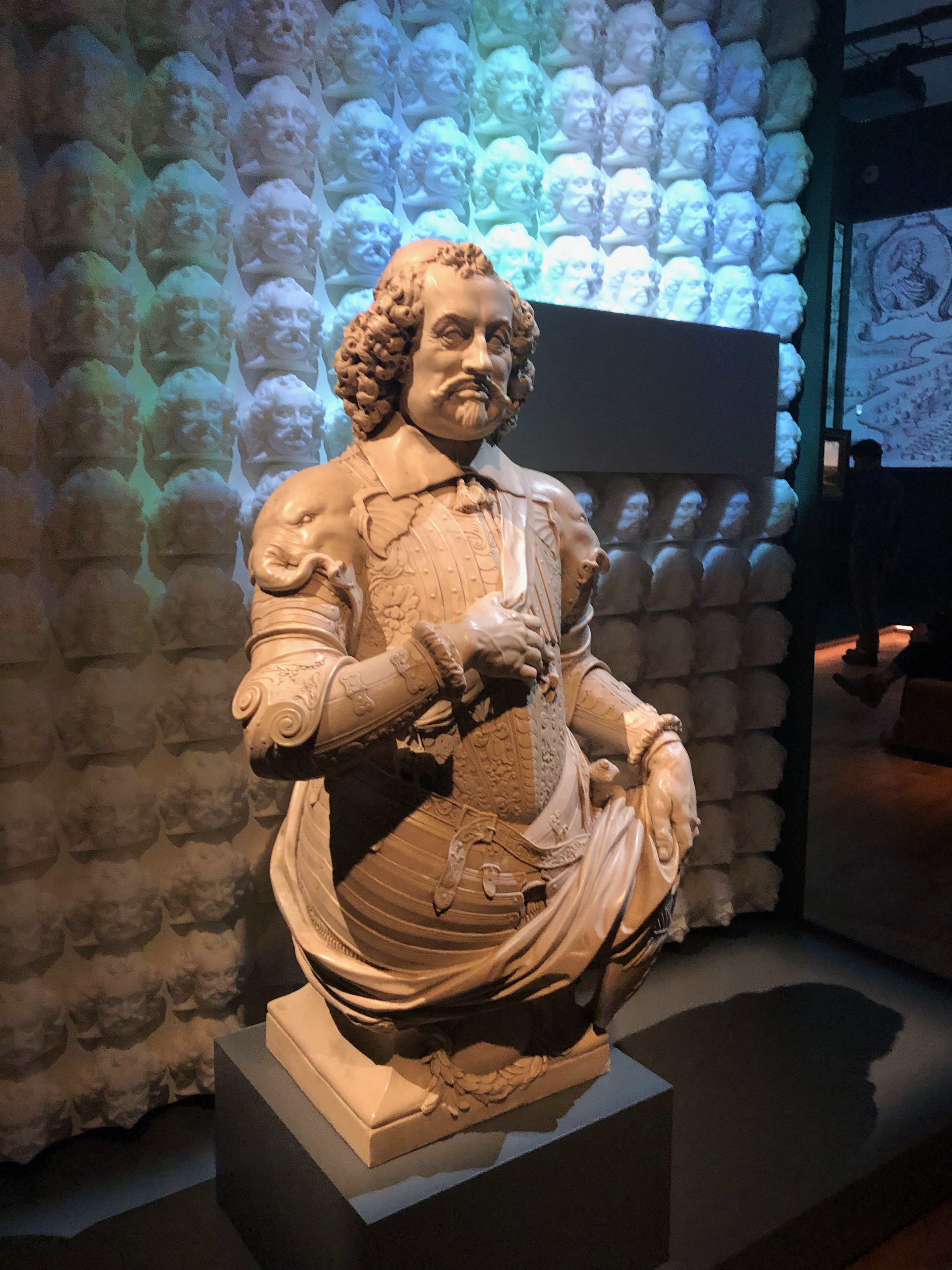
Beeld centraal op de tentoonstelling Bewogen Beeld – Op zoek naar Johan Maurits

In 2019 besteedde het Mauritshuis met de tijdelijke tentoonstelling Bewogen Beeld – Op zoek naar Johan Maurits aandacht aan de discussie rond de verwijdering en verschillende invalshoeken over het leven en werk van Johan Maurits.

## Replica Brazilië
Ter gelegenheid van de viering van de 400e geboortedag op 17 juni 2004 van Maurits werden verschillende gezamenlijke feestelijkheden georganiseerd door de regeringen van Nederland, Duitsland en Brazilië. In Brazilië wordt Johan Maurits, aldaar Mauricio de Nassau genoemd, geroemd als bestuurder. Onder meer werd door de Duitse consul op het plein Praça da República van Recife een bronzen replica onthuld van de buste van Johan Maurits. Het was een geschenk van Duitsland aan de staat Pernambuco en Recife. Het beeld werd in opdracht van het Instituto Ricardo Brennand gemaakt door Kunstguss Essenburg.
Het beeld werd eerder dat jaar tentoongesteld op de tentoonstelling Aufbruch in neue Welten – Johann Moritz von Nassau-Siegen in het Siegerlandmuseum in het Oberes Schloss in Siegen.

## Tentoonstelling in Kleef
Het beeld was in 2015 te zien in museum Kurhaus Kleef, ter gelegenheid van een tentoonstelling over Govert Flinck. Johan Maurits was na 1649 stadhouder in Kleef. Hij bracht er zijn oude dag door en heeft in de omgeving uitgestrekte landschapsparken  laten aanleggen, bekend als de Kleefse tuinen.

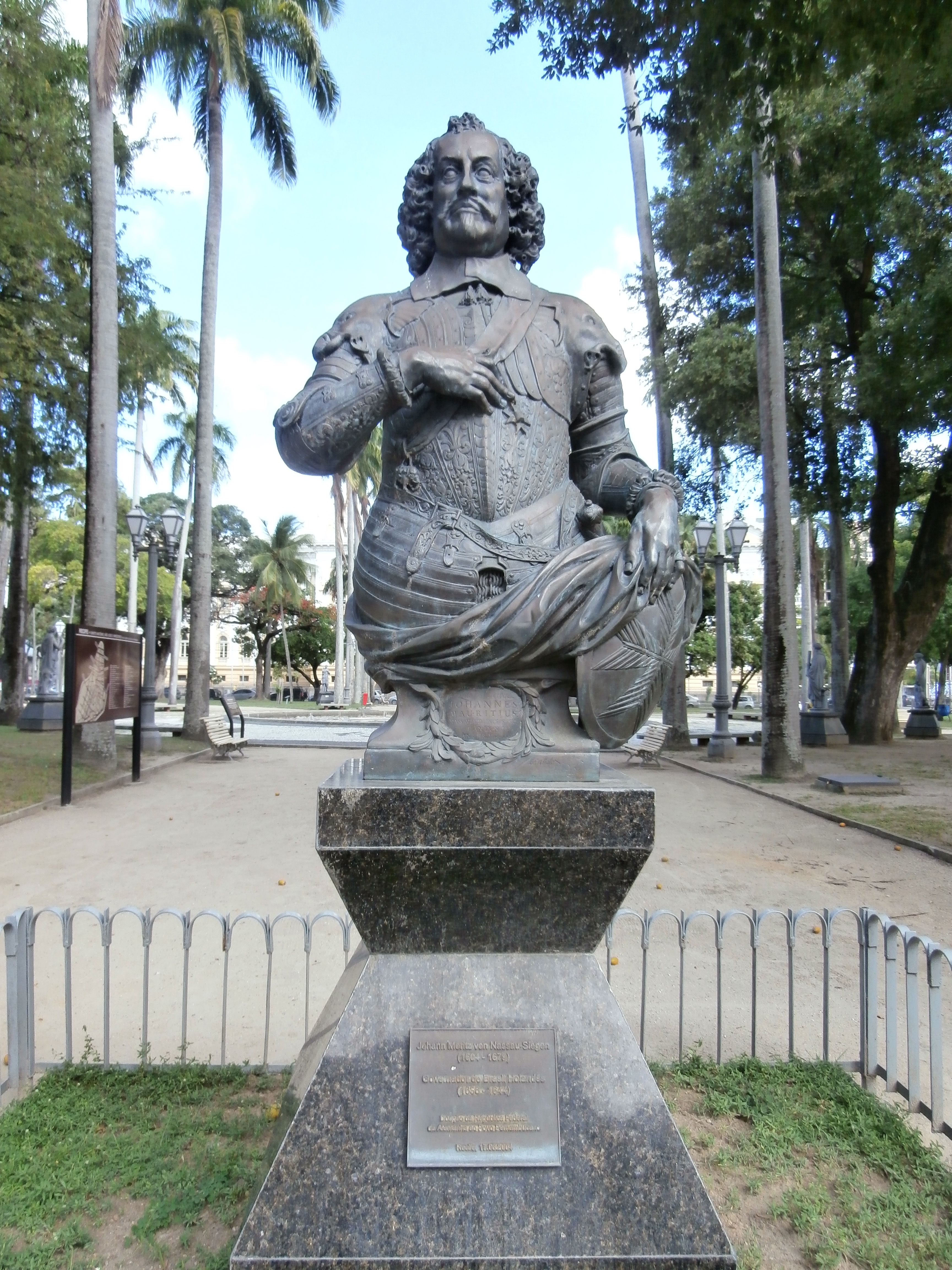
Bronzen buste in Recife
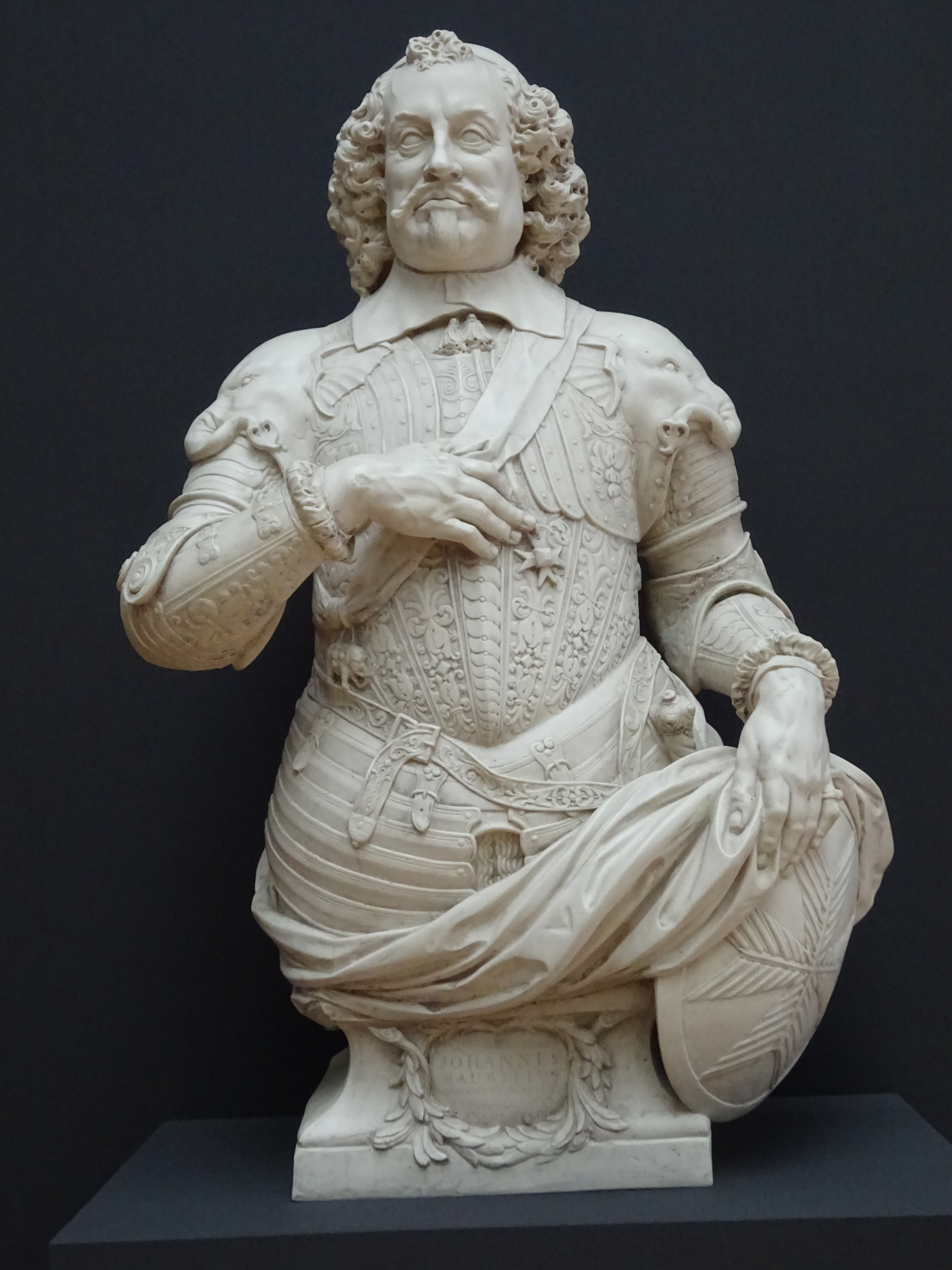
In Museum Kurhaus Kleef, 2015

## Lofdicht
Dichter Pieter Rixtel schreef over het beeld het korte lofdicht Op het Marmer Beelt van den Prinçe Jan Maurits van Nassau &c.
Schoon Eggarts Maurits schiep, uit Marmersteen door 't Stael,
Nogh was die stof te week, om aen dat Hart te geven.
Sijn staele Siel vereyscht een Lighaem van Metael,
Om niet in Aerde, of Steen, maer in het Vuur te leven.
Soo waeght hy in het Velt, voor Neerlant, Lijf en Bloet.
Wiens moet dan d'Oorlogh soekt, onze Oorlogh sogt sijn moet.